# 2-氰基-3-(4-氰基苯基)丙烯酸乙酯
2-氰基-3-(4-氰基苯基)丙烯酸乙酯是一种有机化合物，化学式为C13H10N2O2。它可由氰乙酸乙酯和4-氰基苯甲醛在哌啶催化下反应制得。它可用于合成2-氰基-3-苯基丙烯酸酯共聚物。它和异戊二烯在乙腈中加热反应，可以得到1-氰基-6-(4-氰基苯基)-3-甲基环己-3-烯-1-甲酸乙酯。